# Hm3 SPECIAL
hm3 SPECIAL（エッチエムスリー スペシャル）は、過去に音楽専科社が発行していた、毎月10日発売（原則）の声優情報誌。『hm3』とは『Hyper Multimedia Music Magazine』の略である。
hm3増刊として製作されていた『Pick-up Voice』月刊化に合わせ、統合される形で2008年5月のVol.59を持って発行を停止した。

## 概要
- 1997年にARENA37℃の増刊として『hm3』の誌名で創刊。当初は季刊であったが、Vol.12より隔月となりVol.23まで発行
- 2002年4月にリニューアルし、現在の誌名に変更。定価が980円から1480円になる。
- その後も2年以上隔月であったが、2004年10月発売のVol.17より月刊となった。
- 他の声優情報雑誌と異なり、主に音楽情報雑誌を取り扱う出版社が発行している事もあって、歌手業を行っている声優やアニソン歌手を主体とした記事構成（ライブやイベントなど）となっている。
- 編集にはアニカンで知られる有限会社エムジーツーが協力している。
- 長らく毎月16日発売であったが、競合雑誌に合わせて現在では毎月10日発売に改められている。

別冊として
- 『hm3 HYPER』
- 『hm3 EXTRA』
- 『hm3 デラックス（過去に掲載された記事の総集編的雑誌）』
- 『hm3 Live Special』
- 『hm3 Men's SPECIAL』
- 『hm3 GIRL'S SELECT』

など、多数出版されている。

## 歴史
- 1997年8月：ARENA37℃増刊『hm3』として創刊。季刊発売
- 2000年4月：Vol.12より隔月化
- 2002年4月：リニューアルし誌名が現在の『hm3 SPECIAL』になる。ARENA37℃増刊からSHOXX増刊に変更
- 2003年6月：Vol.8より増刊の表記が消える
- 2004年10月：Vol.17より月刊化
- 2007年4月28日：『hm3 PRESENTS VOICE ACTOR MAGAZINE Pick-Up Voice』 vol.1発売
- 2008年5月10日：最終号Vol.59（2008年6月号）発売
- 2008年6月28日：統合第1号『hm3 SPECIAL PRESENTS VOICE ACTOR MAGAZINE Pick-up Voice』 vol.8発売

## 類似雑誌
- 声優グランプリ（主婦の友社）
- ボイスニュータイプ（角川書店）
- 声優アニメディア（学習研究社）